# Hugo von Vermandois
Hugo Magnus von Vermandois (* 1057; † 18. Oktober 1101) war durch Ehe Graf von Valois und Vermandois sowie ein Anführer des Ersten Kreuzzugs.

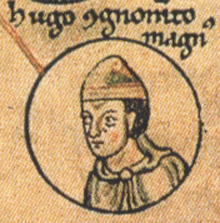
Hugo von Vermandois,
Darstellung aus dem 12. Jahrhundert

Hugo war der dritte Sohn König Heinrichs I. von Frankreich und dessen zweiter Frau Anna von Kiew. Sein ältester Bruder Philipp I. erbte 1060 den väterlichen Thron.

## Beiname „Magnus“
Wie alle Kapetinger mit Namen Hugo war der Graf von Vermandois auch mit dem Beinamen Magnus (deutsch: der Große) bekannt. So wurde er von zeitgenössischen Chronisten und Kreuzzugsteilnehmer wie Guibert von Nogent, Albert von Aachen und Fulcher von Chartres ebenso wie von späteren Autoren wie Robert von Torigni und Wilhelm von Tyrus genannt. Der gelegentlich auftretenden Behauptung, dieser Beiname sei durch einen Übersetzungsfehler Wilhelms von Tyrus entstanden, steht der Bericht des Guibert von Nogent entgegen, der über Hugo zu berichten wusste:

„Die erste Kampfeslinie, welche den ersten Stoß der Türken zu tragen hatte, wurde angeführt von Hugo, der so war wie sein Name zeugt, Groß,…“

## Ehen und Nachkommen
Hugo heiratete 1078 Adelheid (* um 1065; † 1120/24), die Erbtochter des Grafen Heribert IV. von Valois und Vermandois, und der Adela von Vexin. Beim Tod des Schwiegervaters 1080 übernahm er aus dem Recht seiner Frau deren elterliche Territorien.
Mit Adelheid hatte er acht Kinder:
- Mathilde (* 1080), ⚭ 1090 Rudolf I., Herr von Beaugency († 1130);
- Agnes (* vor 1085; † nach 1125), ⚭ Bonifaz, Markgraf von Savona-Vasto († um 1130);
- Konstanze († nach 1118), ⚭ um 1100 Gottfried I., Graf von La Ferte-Gaucher;
- Elisabeth (* vor 1088; † 1131), ⚭ I) 1096 Robert von Beaumont, Graf von Meulan, 1. Graf von Leicester († 1118), 1115 geschieden, ⚭ II) 1116 Wilhelm von Varennes, 2. Graf von Surrey († 1138);
- Rudolf I. (* vor 1094; † 1152), Graf von Valois und Vermandois;
- Simon († 1148), Bischof von Tournai und Noyon;
- Heinrich († 1130), Herr von Chaumont-en-Vexin, Begründer der Linie Chaumont;
- Beatrix († nach 1144), ⚭ Hugo IV., Herr von Gournay-en-Bray († 1180).

Nach seinem Tod heiratete seine Witwe 1103 Rainald II., Graf von Clermont.

## Erster Kreuzzug

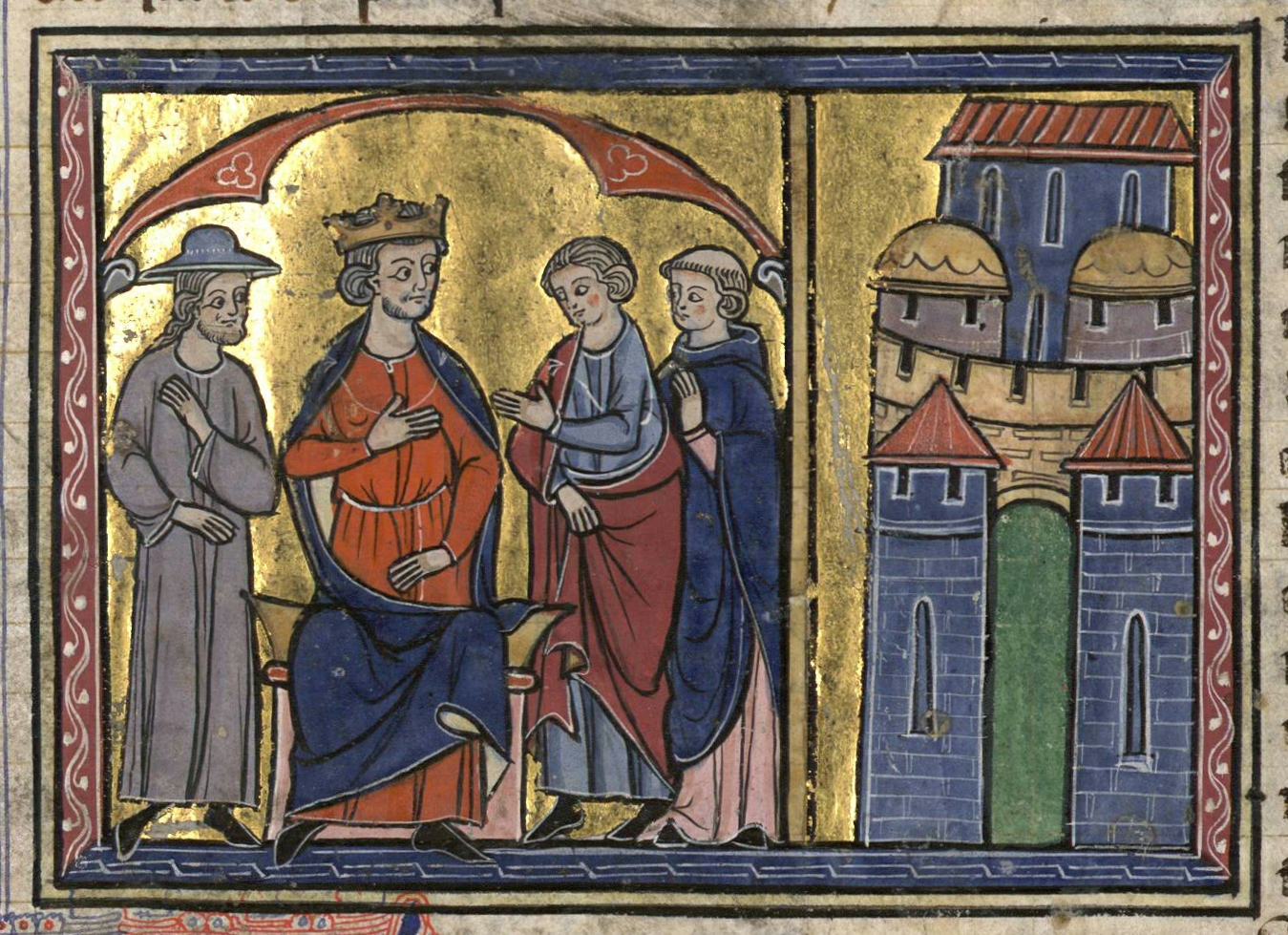
Kaiser Alexios gewährt Hugo eine Audienz. Illumination aus einer Ausgabe der Chronik des Wilhelm von Tyrus, 13. Jahrhundert.(Paris, Bibliothèque nationale de France)

Anfang 1096 erreichte die Nachricht über die Synode von Clermont und den Ersten Kreuzzug den französischen Hof in Paris. König Philipp konnte nicht teilnehmen, da er exkommuniziert war, von Hugo wird gesagt, dass ihn die Mondfinsternis am 11. Februar 1096 veranlasste das Kreuz zu nehmen. 
Im Sommer brach Hugo mit seiner Armee in Paris auf und zog durch Italien nach Bari, von wo aus er die Adria überqueren und das Byzantinische Reich erreichen wollte, anders als viele übrige Kreuzfahrer, die auf dem Landweg über den Balkan reisten. Unterwegs schlossen sich ihm viele Kreuzfahrer an, die zur Gruppe des Grafen Emicho gehörten (siehe: Deutscher Kreuzzug von 1096), aber in Ungarn geschlagen worden waren, nachdem sie das Land geplündert hatten. Hugo überquerte die Adria von Bari aus, verlor aber viele Schiffe durch einen Sturm vor dem Hafen von Dyrrhachion. Hugo und der größte Teil seiner Truppen wurden vom byzantinischen Gouverneur Johannes Komnenos gerettet und anschließend entlang der Via Egnatia nach Konstantinopel begleitet, wo sie im November 1096 ankamen. Seine Ankunft kündigte er mit einem arroganten und beleidigenden Brief an den Kaiser Alexios I. an, in dem er ihn aufforderte, sich mit ihm zu treffen: 
Wisse, o König, dass ich König der Könige bin, und über allen stehe, die unter dem Himmel sind. Dir ist nun erlaubt, mich bei meiner Ankunft zu grüßen, und mit Pracht zu empfangen, wie es meinem Adel geziemt.
Alexios war aufgrund des Volkskreuzzugs unter Peter dem Einsiedler, der früher im Jahr durchgezogen war, bereits vorsichtig in Bezug auf die Armeen, die angekündigt waren, und hielt Hugo in einem Kloster fest, bis dieser ihm den Vasalleneid geleistet hatte. Nachdem die letzten Kreuzfahrerteilheere im April 1097 in Konstantinopel eingetroffen waren und sich zu einem Gesamtheer vereinigt hatten, wurde die Reise durch Kleinasien fortgesetzt.
Nachdem die Kreuzfahrer erfolgreich das Gebiet der Rum-Seldschuken in Kleinasien durchquert und die Belagerung Antiochias siegreich hinter sich gebracht hatten, wurde Hugo zusammen mit Balduin II. von Hennegau Anfang Juli 1098 nach Konstantinopel zurückgeschickt, um von Alexios Verstärkung zu erbitten. Der Kaiser war jedoch nicht interessiert. Hugo kehrte daraufhin nach Frankreich zurück, anstatt sich den Planungen für die Eroberung Jerusalems anzuschließen.

## Kreuzzug von 1101
In Frankreich wurde er verachtet, weil er sein Gelübde nicht erfüllt hatte, bis nach Jerusalem zu pilgern, und Papst Paschalis II. drohte ihm mit Exkommunikation. Daraufhin schloss er sich dem kleineren Kreuzzug von 1101 an, auf dem er in einer Schlacht gegen die Rum-Seldschuken bei Herakleia im Juni durch einen Pfeiltreffer am Knie verwundet wurde. Er entkam nach Tarsus, wo er am 18. Oktober 1101 an seinen Verletzungen starb. Er wurde in der Paulskirche in Tarsus begraben.